# چهار آدمکش باکوماتسو
چهار آدمکش باکوماتسو، چهار هیتوکیری باکوماتسو انگلیسی: 幕末四大人斬り Bakumatsu Yondai Hitokiri عبارتی است که به چهار سامورایی در باکوماتسو در تاریخ ژاپن اشاره دارد. این چهار سامورایی، کاواکامی گنسای، تاناکا شینبی، ناکامورا هانجیرو و اوکادا ایزو بودند. این سامورایی‌ها مخالف شوگون‌سالاری توکوگاوا و طرفدار قدرت گرفتن امپراتور ژاپن بودند. «هیتوکیری» در ژاپنی به معنای کسی است که با شمشیر دیگران را می‌بُرَد.